# Geseke
Geseke (Gesekeⓘ) là một thị trấn ở Soest, North Rhine-Westphalia, Đức.

## Địa lý
Nó nằm khoảng 12 km phía đông nam Lippstadt và 20 km phía tây nam Paderborn.

### Thành phố láng giềng
- Büren
- Erwitte
- Lippstadt
- Rüthen
- Salzkotten